# Knottrig blåslav
Knottrig blåslav (Hypogymnia bitteri) är en lavart som först beskrevs av Bernt Arne Lynge och som fick sitt nu gällande namn av Teuvo Ahti. 
Knottrig blåslav ingår i släktet Hypogymnia och familjen Parmeliaceae. Arten är reproducerande i Sverige. Inga underarter finns listade i Catalogue of Life.